# 나부행
나부행(羅敷行), 염가나부행(艶歌羅敷行), 일출동남우행(日出東南隅行), 간단히 일출행(日出行)은 중국 한대의 작품으로 전해지는 시이다. 작자는 알려져 있지 않다.

## 맥상상
맥상상(陌上桑)은 악부체(樂賦體)의 시로서, 삼해(三解＝三殷)로 나뉘어 가창되었다. 진씨(秦氏)의 아름다운 딸 나부가 뽕을 따러 나가면 사나이들은 매혹되어 일이 손에 잡히지 않는다. 주(州)지사가 아내로 삼으려 했으나, 단호히 거절하고 훌륭한 남편이 이미 있노라고 한다. 당시의 '대곡(大曲)'의 형식으로 연주되어 5언의 리듬을 가졌고 이야기식 악곡으로서 후에 모방작이 많이 나왔다.